# Futebol Clube Felgueiras
Futebol Clube Felgueiras  je portugalski nogometni klub iz gradića Felgueirasa na portugalskom sjeveru.
Do sezone 2004/2005. igrao je u Ligi de Honri, i te sezone je kao 11. izborio opstanak i igranje u istoj ligi iduće sezone, ali je zbog licencnih razloga ostao bez prava nastupa u njoj. Danas igra u nižim ligama.

## Vanjske poveznice
- Arhivirana inačica izvorne stranice od 28. travnja 2019. (Wayback Machine) Službene stranice